# 火星軌道器任務
火星轨道器任务或非正式地稱為曼加里安號（Mangalyaan，意為「火星之船」），是印度太空研究組織的火星環繞探測器，於2013年11月5日成功發射。2014年9月24日，火星轨道探测器成功进入火星轨道。2022年4月1日，探测器失去联系，任务结束。該次任務是一項「技術示範」項目，目標是發展行星際探測任務必須的設計、規劃、管理和操作相關技術。

## 历史
火星軌道探測器已於印度標準時間2013年11月5日2:38 PM（9:08 UTC）在位於斯里赫里戈达岛的萨迪什·达万航天中心第一發射台以 PSLV-XL C25 型火箭發射。該任務的發射窗口是在同年10月28日後約20日的時間內。火星軌道探測器正式發射倒數計時開始於2013年11月3日06:08 AM，發射成功後結束。本項任務是印度的首個行星際探測任務。印度ISRO是繼俄罗斯RSA、美国NASA、欧洲ESA之後第四個成功進行火星任務的太空機構。
2013年11月30日 19:19 UTC，火星軌道探測器引擎开动23分钟进入霍曼轉移軌道，离开地球轨道而进入飞向火星的日心軌道。探測器旅行780,000,000（480,000,000英里）的距离到达火星。
2014年9月24日，火星軌道探測器成功进入火星轨道。2022  軌道探測器失去聯繫 8 年任務結束。

## 製作
大部分技術和部件也是印度本土研發，耗資大約45億盧比（折合約七千四百萬美元），經費僅是美國太空總署的十分之一，是至今最省錢的火星探測項目，莫迪說比拍一部荷里活電影更便宜。

## 任务载荷
曼加里安號攜帶四台科研設備和一架照相機，預料環繞火星軌道至少六個月，分析火星大氣和地質，其中一個目標是嘗試尋找甲烷，以證明火星曾有生物存在。
项目总投资7300万美元，15千克（33磅）有效载荷包括五个科学仪器：
| 科学仪器 | 科学仪器                   | 科学仪器      |
| -------- | -------------------------- | ------------- |
| LAP      | 来曼阿尔法光度计           | 1.97（4.3磅） |
| MSM      | 火星甲烷探测器             | 2.94（6.5磅） |
| MENCA    | 火星外大气层中性粒子质谱仪 | 3.56（7.8磅） |
| TIS      | 热红外谱仪                 | 3.20（7.1磅） |
| MCC      | 彩色相机                   | 1.27（2.8磅） |

大气研究
- 来曼阿尔法光度计(LAP)：测量火星上大气层中氢与氘的比率，从而可以推导火星失去水的过程。重1.97kg
- 火星甲烷探测器(MSM)：重2.94kg

粒子环境研究
- 火星外大气层中性粒子质谱仪(MENCA)：重3.56kg

表面成像研究
- 彩色相机(MCC)：火星表面信息。重1.27kg
- 热红外谱仪(TIS)：重3.2kg

## 外部連結
- 官方网站
- （英文）火星軌道探測器任務网页
- （英文）Mission brochure of Mars Orbiter Mission （页面存档备份，存于）
- （英文）PSLV C-25 rocket launch live video telecast （页面存档备份，存于）